# 南陽介
南 陽介（みなみ　ようすけ、1986年5月22日 - ）は日本の舞台俳優、ダンサー。千葉県出身。芸映タレントステーション所属。
ヨシモトクリエイティブエージェンシーの演劇ユニット「ナルペクト」のメンバーで、ダンスの振り付けも担当している。
趣味でロックダンスのチームを組んで、都内のイベントなどでショーケースの活動をしている。

## 出演

### 舞台
- 俗 三丁目の奇蹟（2007年）サタン星人役
- 宇宙旅館（2009年）テツ役
- 演劇ユニットナルペクト第9回公演 フジヤマ（2009年）坪倉役
- 芳本美代子プレゼンツ ラブガチャ（2009年）恋の守り犬 ケン役
- 奇人怪人サンジェルマン（2010年）サンジェルマン役
- AIM主催 天国（2010年）古宮役
- 演劇ユニットナルペクト第11回公演 チアローダー〜未知なる人々へ〜（2010年）コータ役
- 劇団弾丸MAMAER 上等な、死因（2010年）兵藤役
- 演劇ユニットナルペクト第12回公演　噂のラブパワースポットのラブチャペルでクリスマスイブにラブソングを歌って、永遠のラブを手に入れよう。(2010)
- kix2-ユニットプロデュース公演　まぼろば (2011)
- ラブガチャVol.2 (2011)
- 演劇ユニットナルペクト第13回公演　ドドスカドン (2011)
- ラブガチャVol.3(2011)
- 流れる雲よ(2012年、笹塚ファクトリー)井上役
- この愛よ叶うなら嬉しいよ（2012年7月12日-16日、シアターグリーン BIG TREE THEATER）
- 回らない三角のほとりで踊ってみる(2012年）阿佐ヶ谷ひつじ座
- 演劇ユニットナルペクト第13回公演　閉店ガラガラ(2012年)銀座みゆき館劇場
- 茶柱日和第4回公演「ラブ☆ガチャVol.5 〜ラブ＋ガチャガチャ〜」(2012年)シアターグリーン
- 劇団ナルペクト解散公演「Bye Bye.by--バイバイ・バイ--」(2012年)銀座みゆき館劇場
- 万本桜企画「恋する歌謡ガールズバー」(2012年)千本桜ホール
- ぬいぐるみハンター「ゴリラと最終バス」(2012年)下北沢駅前劇場
- 劇団たいしゅう小説家 Present`s『ルカルカナイトフィーバー』 〜ダル谷やんと三銃士〜 秋原台定時制高校編 (2013年)萬劇場
- 舞台『弱虫ペダル』インターハイ篇 The First Result(2013年)パズルライダー
- GEI-EIプロデュースvol.3 舞台「ティラノ」立花役

### テレビドラマ
- かりゆし先生ちばる!（2009年）コスモポリタン建設員役
- 仮面ライダーW（2010年）研究生B役
- 毒姫とわたし(2011)黒服役
- あっこと僕らが生きた夏(2012)野球部員役
- おもしろ雑学検定クイズ！ゴロケン(2013)
- ハッピーネガティブマリッジ(2014)ウェイター役

### CM
青汁ざんまい(2010〜2011)